# Axelay
Axelay är ett 2D-shoot 'em up-spel från 1992 till Super NES, utvecklat av japanska Konami.
I spelet har fientliga varelser invaderat planeten Illis, och i slutändan förstört den totalt, och föraren på Axelay-rymdskeppet måste besegra utomjordingarna. Spelet består av sex banor. På bana 1, 3, och 5 ser man rymdskeppet bakifrån, och bilden scrollade framåt och inåt. Detta var mycket ovanligt och annorlunda för sådana spel på den tiden. Bana 2, 4 och 6 är traditionellt sidscrollande, vilket redan då blivit det vanligaste inom dessa spel. Spelet blev populärt då det utnyttjade SNES:ens mode 7 och parallaxeffekter väldigt mycket. Spelets grafiska effekter tillsammans med en stor vapenarsenal gjorde spelet till ett populärt shoot 'em up till SNES:en.